# Trafny wybór (miniserial)
Trafny wybór (ang. The Casual Vacancy) – brytyjski miniserial z 2015 wyprodukowany przez HBO i BBC, będący adaptacją powieści o tym samym tytule autorstwa J.K. Rowling, która również brała udział przy jego powstaniu.
Produkcję wyreżyserował Jonny Campbell, a główne role w produkcja zagrali Rory Kinnear, Simon McBurney, Michael Gambon, Julia McKenzie i Keeley Hawes. Serial ukazał się w trzech godzinnych odcinkach.
Miniserial został dobrze przyjęty przez brytyjskich recenzentów, otrzymując pozytywne opinie, w których chwalono m.in. dobór obsady i scenariusz.

## Fabuła
Akcja miniserialu ma miejsce na angielskiej prowincji w pozornie spokojnym miasteczku Pagford. Faktycznie miejscowość ta jest areną skrywanych konfliktów między biednymi a bogatymi, członkami rodzin, uczniami i nauczycielami. Spory nasilają się, gdy Pagford przygotowuje się do wyborów uzupełniających do podzielonej rady miejskiej, które rozpisano po śmierci Barry’ego Fairbrothera.

## Obsada
- Rory Kinnear jako Barry Fairbrother
- Simon McBurney jako Colin „Cubby” Wall
- Michael Gambon jako Howard Mollison
- Julia McKenzie jako Shirley Mollison
- Keeley Hawes jako Samantha Mollison
- Monica Dolan jako Tess Wall
- Rufus Jones jako Miles Mollison
- Lolita Chakrabarti jako Parminder Jawanda
- Silas Carson jako Vikram Jawanda
- Emily Bevan jako Mary Fairbrother
- Hetty Baynes jako Maureen Lowe
- Abigail Lawrie jako Krystal Weedon
- Keeley Forsyth jako Terri Weedon
- Brian Vernel jako Stuart „Fats” Wall
- Richard Glover jako Simon Price
- Joe Hurst jako Andrew „Arf” Price
- Marie Critchley jako Ruth Price
- Michele Austin jako Kay Bawden
- Ria Choony jako Sukhvinder Jawanda
- Simona Brown jako Gaia Bawden
- Julian Wadham jako Aubrey Sweetlove
- Emilia Fox jako Julia Sweetlove